# Клеопатра 2525
Клеопатра 2525 (англ. Cleopatra 2525) — американський науково-фантастичний телесеріал, що транслювався в синдикації протягом двох сезонів, із січня 2000 до березня 2001 року. Спродюсований Renaissance Pictures і поширений Universal Television, цей серіал транслювався багатьма станціями як частина Години пригод поряд із Джеком-шибайголовою.
В Україні серіал транслювався на каналі «ICTV».

## Синопсис
Через ускладнення, що виникли під час операції з нарощування грудей, екзотичну танцівницю XX століття, на ім'я Клео (Дженніфер Скай), довелося помістити в анабіоз. Прокинувшись 525 років потому, Клео долучається до двох жінок у їх боротьбі проти роботозаврів (англ. Baileys) — озброєних летючих машин, які тепер контролюють поверхню Землі. Керівник її загону, на ім'я Хел (Джина Торрес), перебуває під командуванням таємничої жіночої сутності, званої «Голосом», яка віддає накази через імплантат зв'язку під правим вухом Хел. Голос управляє багатьма іншими загонами та віддає їм накази подібним чином, у результаті формуючи опір роботозаврам із кінцевою метою повернути контроль над поверхнею Землі. Останнім членом їх загону є Сардж (Вікторія Пратт), сестра якої належить до культу, що поважає роботозаврів і охоче приносить себе їм у жертву.
Людство перемістилося під землю та побудувало комплекс шахт (англ. shafts) і тунелів, розроблених «будівничими шахт», аби вижити від загрози роботозаврів. Клео приголомшує мешканців XXVI століття своїми філософськими висловленнями, багато з яких запозичені з масової культури XX століття.

## У ролях
| Актор           | Роль               |
| --------------- | ------------------ |
| Дженніфер Скай  | Клеопатра (Клео)   |
| Джина Торрес    | Хелен Картер (Хел) |
| Вікторія Пратт  | Роуз (Сардж)       |
| Патрік Кейк     | Маузер             |
| Елізабет Хоторн | Голос              |
| Даніела Кормак  | Рейна              |
| Джоел Тобек     | Кріген             |
| Стейсі Едгар    | Лара               |
| Стівен Ловатт   | Шрагер             |
| Марк Фергюсон   | Сповідник          |
| Колін Мой       | Квінт              |
| Паоло Ротондо   | Портер             |

## Головні лиходії
- Кріген (англ. Creegan) — блискучий, небезпечний і психотичний вчений, якому бракує совісті та який мститься Голосові, яку він ніби-то знає. Його методи спрямовані на численні руйнування і він є найчастішим ворогом загону. Хел має особистий інтерес до притягнення його до відповідальності, що полягає у причетності до загибелі її родини. Його незвичний смак в одязі — вдягатися подібно до злого на вигляд циркового клоуна, разом із білим обличчям — демонструє небезпечний психоз. Його справжнє ім'я — доктор Джордж Бейлі, творець роботозаврів (англ. Baileys) і колишній коханець Голосу. Він і досі закоханий у Голос, але його психіка цілком відсутня. Він запрограмував роботозаврів не на зраду людству, а погоджуватися з логікою їх творця.
- Рейна (англ. Raina) — небезпечний медіум і колишній член загону Голосу. Попри те, що вона з'являється лише у трьох епізодах, вона є одним із найбільш запам'ятовуваних лиходіїв. Її улюблений трюк — робити так, щоб люди вбачали у друзях ворогів і навпаки. Під час першої зустрічі дівчата позбавили її сил, але це призвело до спроб відновити їх за допомогою вбудованого у мозок чипа.
- Роботозаври (англ. Baileys) — величезні, важкоозброєні летючі роботи. Вони захопили контроль над поверхнею Землі, змусивши людей утекти під землю. Вони зазвичай атакують людей у полі зору. Вони названі на честь їх творця, доктора Джорджа Бейлі. Роботозаврів було створено як систему очищення екології до того, як вони виявили, що людство спричинює проблеми Землі. Одного разу Клеопатра розробила психічний зв'язок із роботозавром і спробувала використати його на користь загону.
- Зрадники (англ. Betrayers) — небезпечні роботизовані силовики, які викрадають людей, асимілюють кожен їхній орган, і вбивають їх, стаючи досконалими клонами. Вони бездушні, безкомпромісні та здатні витримувати значні пошкодження. Зброя вбудована в їхні руки, їхні очі — вогняні оптичні заряди, вони можуть регенерувати, і мають високочутливі сканери. Також вони зберігають пам'ять людських прототипів.
- Маузер (англ. Mauser) — зрадник, приборканий таким чином, аби не становити загрози загону, та не дуже часто застосовувати свої здібності.

## Епізоди

### Перший сезон
| № серії (загалом) | № серії (в сезоні) | Назва серії                                                   | Режисер(и)     | Сценарист(и)                                                  | Світова прем'єра | Прем'єра в Україні |
| --- | ------------------ | ------------------------------------------------------------- | -------------- | ------------------------------------------------------------- | ---------------- | ------------------ |
| 1 | 1                  | «Пошуки вогневої моці» «Quest for Firepower»                  | Грег Яйтенс    | Адаптація: Р. Дж. Стюарт Сюжет: Роберт Таперт і Р. Дж. Стюарт | 17 січня 2000    | Буде оголошено     |
| Хел, Сардж і Хорст ризикують на поверхні, випробовуючи нові щити проти роботозаврів. Після повернення виявляється, що Хорст насправді зрадник. Попри те, що вони тікають, Сардж зазнає поранення і потребує медичної допомоги — так вони зустрічають Клеопатру, екзотичну танцівницю з XX століття, яку було кріогенно заморожено після того, як пластична операція пішла не так. Коли зрадник наздоганяє їх, вони тікають разом із Клео. З часом вони востаннє стикаються зі зрадником, і з допомогою Клео (а також технології, вкраденої з роботозавра на початку епізоду) долають його. |                    |                                                               |                |                                                               |                  |                    |
| 2 | 2                  | «Кріген» «Creegan»                                            | Грег Яйтенс    | Карл Еллсворт                                                 | 24 січня 2000    | Буде оголошено     |
| Маузера викрадено (частинами) лиходієм Крігеном, який причетний до загибелі родини Хел. Загону необхідно повернути Маузера одним шматком до того, як Кріген дізнається всі їхні секрети. |                    |                                                               |                |                                                               |                  |                    |
| 3 | 3                  | «Уроки польоту» «Flying Lessons»                              | Рік Якобсон    | Гіларі Дж. Бейдер                                             | 31 січня 2000    | Буде оголошено     |
| Навчаючи Клео літати в шахтах, Хел і Сардж змушені рятувати викрадену дівчину. Трійця прямує до бару работорговця і долучається до гри з високими ставками, щоб виграти її для її батька, але для участі у грі вони мають поставити свою власну свободу! |                    |                                                               |                |                                                               |                  |                    |
| 4 | 4                  | «Ігри розуму» «Mind Games»                                    | Ендрю Меріфілд | Адам Армус і Нора Кей Фостер                                  | 7 лютого 2000    | Буде оголошено     |
| Злочинець-телепат і колишній член загону Голосу на ім'я Рейна тікає з в'язниці, щоб посіяти хаос, налаштовуючи загони один проти одного. |                    |                                                               |                |                                                               |                  |                    |
| 5 | 5                  | «Дім (частина перша)» «Home (Part 1)»                         | Рік Якобсон    | Р. Дж. Стюарт                                                 | 14 лютого 2000   | Буде оголошено     |
| Щоб виявити місцезнаходження фабрики зрадників, тріо наглядає за селищем людей, які залюбки віддаються зрадникам. На жаль, наступною має бути Лілі, сестра Сардж. |                    |                                                               |                |                                                               |                  |                    |
| 6 | 6                  | «Порятунок (частина друга)» «Rescue (Part 2)»                 | Рік Якобсон    | Кріс Блек                                                     | 21 лютого 2000   | Буде оголошено     |
| Клео та Лілі доправлено на фабрику. Час Хел і Сардж рятувати їх. |                    |                                                               |                |                                                               |                  |                    |
| 7 | 7                  | «Біжи, Клео, біжи» «Run Cleo Run»                             | Т.Дж. Скотт    | Т.Дж. Скотт і Кевін Лунд                                      | 28 лютого 2000   | Буде оголошено     |
| Настав час Клео рятувати Сардж від вірної смерті від вибухового комірця, замкненого на її шиї. |                    |                                                               |                |                                                               |                  |                    |
| 8 | 8                  | «Вибори» «Choices»                                            | Рік Якобсон    | Карл Еллсворт                                                 | 6 березня 2000   | Буде оголошено     |
| Тріо відправлене на порятунок іншого загону Голосу, який застряг на рівні Підземелля з Різдвяною тематикою. Хел, Сардж і Клео мають виявити зрадника серед невинних перш ніж стане надто пізно. |                    |                                                               |                |                                                               |                  |                    |
| 9 | 9                  | «Відчуття» «Perceptions»                                      | Вейн Роуз      | Карл Еллсворт                                                 | 10 квітня 2000   | Буде оголошено     |
| Гел бачить привид її батька, але, прямуючи за ним, потрапляє у пастку Крігена. |                    |                                                               |                |                                                               |                  |                    |
| 10 | 10                 | «Метод спроб і помилок» «Trial and Error»                     | Ендрю Меріфілд | Том О'Нілл і Джордж Стрейтон                                  | 17 квітня 2000   | Буде оголошено     |
| Коли виявляється, що Рейна може контролювати зрадників, вирішено випробувати Рейну на роботозаврах. Коли Хел і Сардж беруть Рейну на поверхню, Клео залишається позаду на випадок, якщо Рейна зрадить їх. |                    |                                                               |                |                                                               |                  |                    |
| 11 | 11                 | «Двійник» «Double»                                            | Вейн Роуз      | Кріс Блек                                                     | 24 квітня 2000   | Буде оголошено     |
| Друга Клео прибуває і заявляє, що втекла від зрадників. Одна з двох Клео має бути зрадницею — але яка? |                    |                                                               |                |                                                               |                  |                    |
| 12 | 12                 | «Останній стенд» «The Last Stand»                             | Т.Дж. Скотт    | Джессіка Скотт і Майк Воллейджер                              | 1 травня 2000    | Буде оголошено     |
| Один із героїв Сардж, Джейк Лоусон, кличе на допомогу, і Сардж, Гел і Клео спрямовані до нього. Його знаходять, коли він захищає партію плутонію від мутантів. |                    |                                                               |                |                                                               |                  |                    |
| 13 | 13                 | «Гел і паводок (частина перша)» «Hel and High Water (Part 1)» | Ендрю Меріфілд | Кріс Блек                                                     | 8 травня 2000    | Буде оголошено     |
| Прямуючи за сигналом лиха, загін прямує під воду та знаходить приховану спільноту. |                    |                                                               |                |                                                               |                  |                    |
| 14 | 14                 | «Гел і паводок (частина друга)» «Hel and High Water (Part 2)» | Ендрю Меріфілд | Карл Еллсворт                                                 | 15 травня 2000   | Буде оголошено     |
| Життя Сардж під загрозою, а загін виявляє захопленого роботозавра. |                    |                                                               |                |                                                               |                  |                    |

### Другий сезон
| № серії (загалом) | № серії (в сезоні) | Назва серії                                                       | Режисер(и)   | Сценарист(и)                                                          | Світова прем'єра  | Прем'єра в Україні |
| --- | ------------------ | ----------------------------------------------------------------- | ------------ | --------------------------------------------------------------------- | ----------------- | ------------------ |
| 15 | 1                  | «Годинник» «The Watch»                                            | Рік Якобсон  | Адаптація: Карл Еллсворт і Кріс Блек Сюжет: Зоя І. Фінкель і Річ Фокс | 2 жовтня 2000     | Буде оголошено     |
| Сардж змушена обирати між життям її молодшої сестри Лілі та реформуванням (англ. that of a reformed)[уточнити] дрібного злочинця, який наразі керує Підземеллям. |                    |                                                                   |              |                                                                       |                   |                    |
| 16 | 2                  | «Бебі-бум» «Baby Boom»                                            | Джон Лейнг   | Меліса Блейк                                                          | 9 жовтня 2000     | Буде оголошено     |
| Хел, Сардж і Клеопатра змагаються з часом заради порятунку немовляти, запрограмованого роботозаврами на вибух у Підземеллі. |                    |                                                                   |              |                                                                       |                   |                    |
| 17 | 3                  | «Витік мізків» «Brain Drain»                                      | Т.Дж. Скотт  | Т.Дж. Скотт і Кевін Лунд                                              | 16 жовтня 2000    | Буде оголошено     |
| Загін має впоратися з паразитичним біомеханічним пристроєм, надісланим роботозаврами, який краде інформацію з розуму господаря, вбиваючи його наприкінці. |                    |                                                                   |              |                                                                       |                   |                    |
| 18 | 4                  | «Вихідний Маузера» «Mauser's Day Out»                             | Рік Якобсон  | Кріс Блек                                                             | 30 жовтня 2000    | Буде оголошено     |
| Маузер повертається до своєї колишньої форми зрадника, коли Сардж намагається перепрограмувати її для своїх потреб. |                    |                                                                   |              |                                                                       |                   |                    |
| 19 | 5                  | «Перевірка реальності (в реальних умовах)» «Reality Check»        | Джон Лейнг   | Карл Еллсворт                                                         | 6 листопада 2000  | Буде оголошено     |
| Клео повертається у 2001 рік до свого хлопця Джонні, який каже, що її майбутнє життя з Хел і Сардж було лише сном. |                    |                                                                   |              |                                                                       |                   |                    |
| 20 | 6                  | «Шептун із енергомодуля» «The Pod Whisperer»                      | Т.Дж. Скотт  | Кріс Блек                                                             | 13 листопада 2000 | Буде оголошено     |
| Загін намагається вести перемовини з роботозаврами, з передбачуваними результатами. Вони тікають від небезпеки за допомогою несподіванки — корабля на повітряній подушці, що живиться від енергомодуля роботозаврів, з яким Клео була пов'язана у підводному місті. |                    |                                                                   |              |                                                                       |                   |                    |
| 21 | 7                  | «Поза тілом» «Out of Body»                                        | Кріс Грейвс  | Джоел Метцгер                                                         | 20 листопада 2000 | Буде оголошено     |
| Рейна повернулася без телепатичних сил, але вона хоче їх. Але у Клео більша проблеми — вона привид і вона хоче своє тіло! |                    |                                                                   |              |                                                                       |                   |                    |
| 22 | 8                  | «Падіння джаггернаута» «Juggernaut Down»                          | Марк Біслі   | Кейт Демрон                                                           | 27 листопада 2000 | Буде оголошено     |
| Загін випробовує прилад для захоплення роботозаврів. Коли випробування завершується невдачею, роботозавр прямує за загоном у Підземелля! |                    |                                                                   |              |                                                                       |                   |                    |
| 23 | 9                  | «Відверто кажучи» «Truth be Told»                                 | Кріс Грейвс  | Частина перша: Карл Еллсворт Частина друга: Меліса Блейк              | 29 січня 2001     | Буде оголошено     |
| Хел іде у самоволку заради пошуку батька, але чи зможе вона довіритися Крігену? |                    |                                                                   |              |                                                                       |                   |                    |
| 24 | 10                 | «У твоїх черевиках» «In Your Boots»                               | Марк Біслі   | Джеф Влемінг і Кріс Блек                                              | 5 лютого 2001     | Буде оголошено     |
| Кріген на суді за свої злочини, але він спромігся помінятися тілами з Хел. |                    |                                                                   |              |                                                                       |                   |                    |
| 25 | 11                 | «Солдат, який уникнув нагороди» «The Soldier Who Fell From Grace» | Т.Дж. Скотт  | Кріс Блек                                                             | 12 лютого 2001    | Буде оголошено     |
| Загін не знає, як реагувати, коли Голос призначає нового керівника, особливо, коли Хел іде. |                    |                                                                   |              |                                                                       |                   |                    |
| 26 | 12                 | «Не дякуй за спогади» «No Thanks for the Memories»                | Кріс Грейвс  | Карл Еллсворт                                                         | 19 лютого 2001    | Буде оголошено     |
| Сардж звинувачують у вбивстві кількох охоронців Марли на шляху до важливого інформатора Чорного Годинника (англ. Black Watch), але вона не пам'ятає, що трапилося. |                    |                                                                   |              |                                                                       |                   |                    |
| 27 | 13                 | «Чорний або ніякий» «Noir or Never»                               | Гарт Максвел | Джеф Влемінг                                                          | 26 лютого 2001    | Буде оголошено     |
| Агент нечесного Бюро охорони здоров'я має вистежити «розморожену» на ім'я Клеопатра. |                    |                                                                   |              |                                                                       |                   |                    |
| 28 | 14                 | «Голос» «The Voice»                                               | Кріс Грейвс  | Карл Еллсворт                                                         | 5 березня 2001    | Буде оголошено     |
| Загін Хел відправлено Голосом на перехоплення іншого загону-вигнанців — на жаль, інший загін отримав ті самі вказівки щодо них! Вони виявляють, що були ошукані Крігеном, і повторно захоплюють його. Крігена засуджено до смерті за його злочини, а поки Сповідник просить його розкаятися у гріхах, які він скоїв із дивовижними результатами. Голос розпочинає загальний напад на роботозаврів з метою відвоювати поверхню. Так як це останній епізод, то серіал закінчується постійним кліфгенгером. |                    |                                                                   |              |                                                                       |                   |                    |

## Виробничі нотатки
Пісенний мотив засновано на хіті дуету Zager and Evans 1969 року під назвою «In the Year 2525», хоча й зі зміненими словами.

## Випуск на DVD
Серіал було випущено для першої регіональної зони DVD у Сполучених Штатах 19 липня 2005 року.